# 泰安堡
泰安堡，位于中国福建省漳平市灵地乡易坪村，清乾隆三十年（1768年）建，历时13年告竣。方形围廊式民居寨堡。坐北朝南，面阔、进深均37.3米，占地面积约2000平方米。外墙石砌基座厚3.5米，高3米，其上夯筑土墙，上部四周设34个哨窗和射击孔。堡内建三进楼房和左右护厝，穿斗式木构架。后座三层高13米，面阔11间，进深1间；中厅和前厅单层。悬山式瓦顶，层叠错落有致。隔扇窗棂及梁枋、垂莲柱等雕刻精巧。2005年5月11日公布为第六批福建省文物保护单位。